# NGC 3858
NGC 3858 (ook: NGC 3866) is een spiraalvormig sterrenstelsel in het sterrenbeeld Beker. Het hemelobject werd in 1880 ontdekt door de Britse amateur astronoom Andrew Ainslie Common. Het werd in 1886 verder onderzocht door de Amerikaanse astronoom Francis Preserved Leavenworth.

## Synoniemen
- MCG -1-30-29
- PGC 36621